# Spilosoma amilada
Spilosoma amilada är en fjärilsart som beskrevs av Swinhoe 1907. Spilosoma amilada ingår i släktet Spilosoma och familjen björnspinnare. Inga underarter finns listade i Catalogue of Life.